# خنافس الفطريات مسننة العنق
خنافس الفطريات مسننة العنق أو خنافس الفطر مسننة الرقبة (الاسم العلمي: Derodontidae)، فصيلة حشرات من رتبة غمديات الأجنحة. تضم 4 أجناس و42 نوع و3 نويعات. الخنافس من هذه الفصيلة صغيرة، يتراوح طولها بين 2 و 6 ملم.